# Société générale
La Société générale (Société générale pour favoriser le développement du commerce et de l'industrie en France) è la quarta banca nella Classifica per capitalizzazione dei gruppi bancari della zona Euro. È la quarta banca francese più grande per asset totali dopo BNP Paribas, Crédit Agricole e BPCE. È considerata una banca di importanza fondamentale per il sistema bancario dal Consiglio per la stabilità finanziaria.

## Storia

### 1864 - 1893

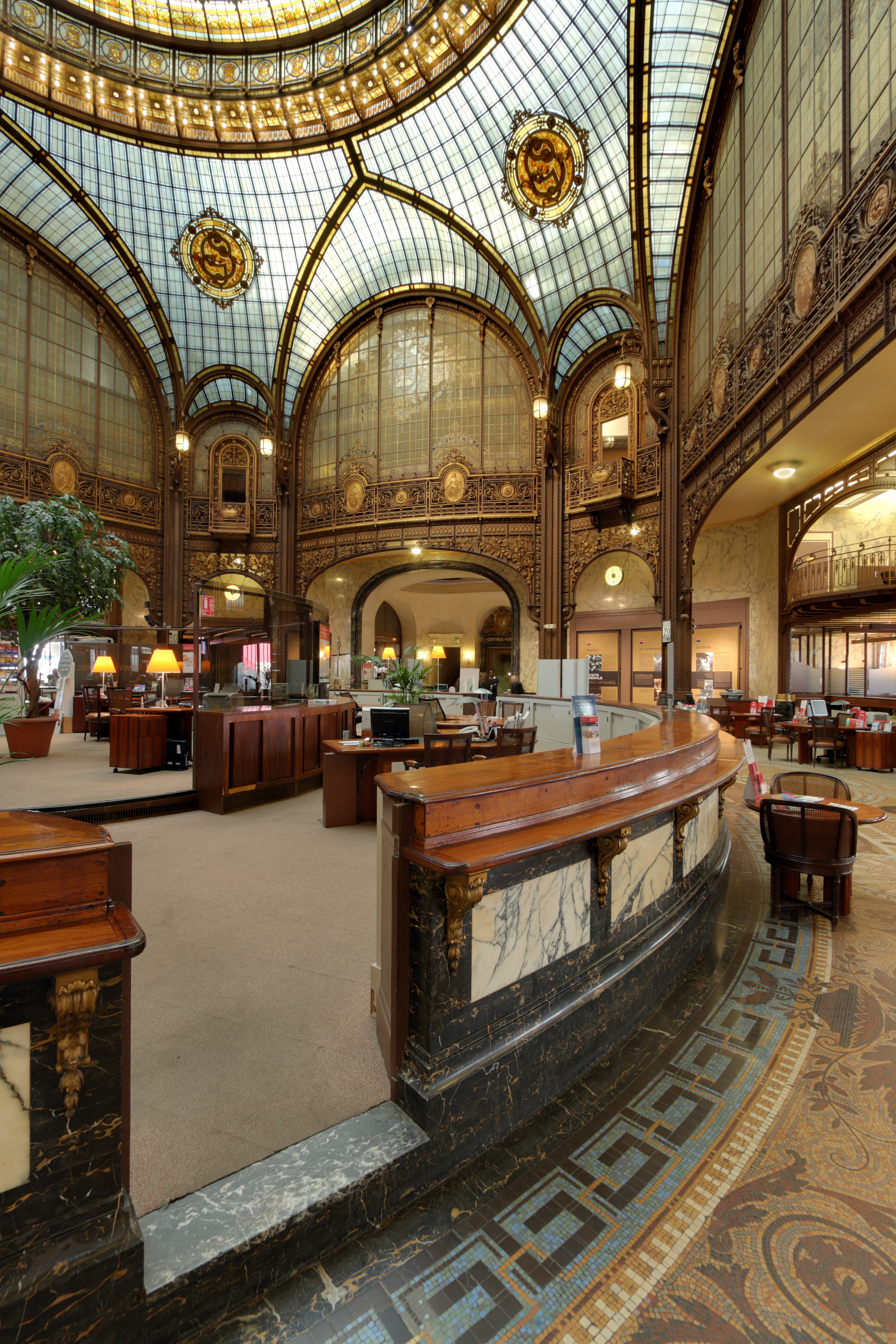
Il salone della sede di Parigi, coperto da una volta a cupola in vetro e carpenteria metallica

La Société Générale venne fondata nel 1864 da un gruppo di industriali insieme alla famiglia Rothschild "per favorire lo sviluppo del commercio e dell'industria in Francia". Il primo presidente fu l'industriale Eugène Schneider (1805-1875).
La Banca sviluppò un'importante rete di filiali in Francia: nel 1870 erano 32 in provincia e 15 a Parigi. L’anno successivo la Société générale aprì anche un ufficio a Londra.
Grazie a questa rete di agenzie, la Banca incominciò a costituirsi una clientela di piccole e medie imprese, mentre la sede centrale di Parigi seguiva le grandi imprese.
Nel 1871 ebbe accesso al mercato dei titoli di stato francesi. La Société générale, nonostante la crisi del 1873 continuò il suo sviluppo e arrivò a possedere 148 sportelli nel 1889.
A partire dal 1894 la Banca si riorganizzò come un moderno istituto di credito: non si limitò più alla raccolta dei depositi delle imprese e dei privati, ma si orientò decisamente verso il credito a breve termine agli industriali e ai commercianti, nonché al collocamento dei titoli presso il grande pubblico, ai prestiti ai privati e infine al collocamento dei titoli di stato della Russia zarista.
Durante la Belle Époque la Société Générale era la quarta società per capitalizzazione fra quelle quotate alla Borsa di Parigi, grazie a un'espansione dell'azionariato e al buon andamento del titolo in Borsa.
Dopo gli anni difficili della prima guerra mondiale, la Société générale divenne la più grande banca francese negli anni Venti. Accrebbe la sua rete di filiali, soprattutto in provincia, che passò dai 260 sportelli del 1910 agli 864 del 1930, ai 1457 del 1933.
Gli anni Trenta furono, invece, segnati da una diminuzione delle operazioni, sia in Francia che all'estero. Alla vigilia della seconda guerra mondiale il numero delle filiali era sceso al livello del 1922.
Nel 1936 la Société Générale era la settima società francese per capitalizzazione di borsa, in conseguenza della crescita d'importanza delle società industriali in Borsa, mentre era la terza nel 1913.

### 1945 - 1990

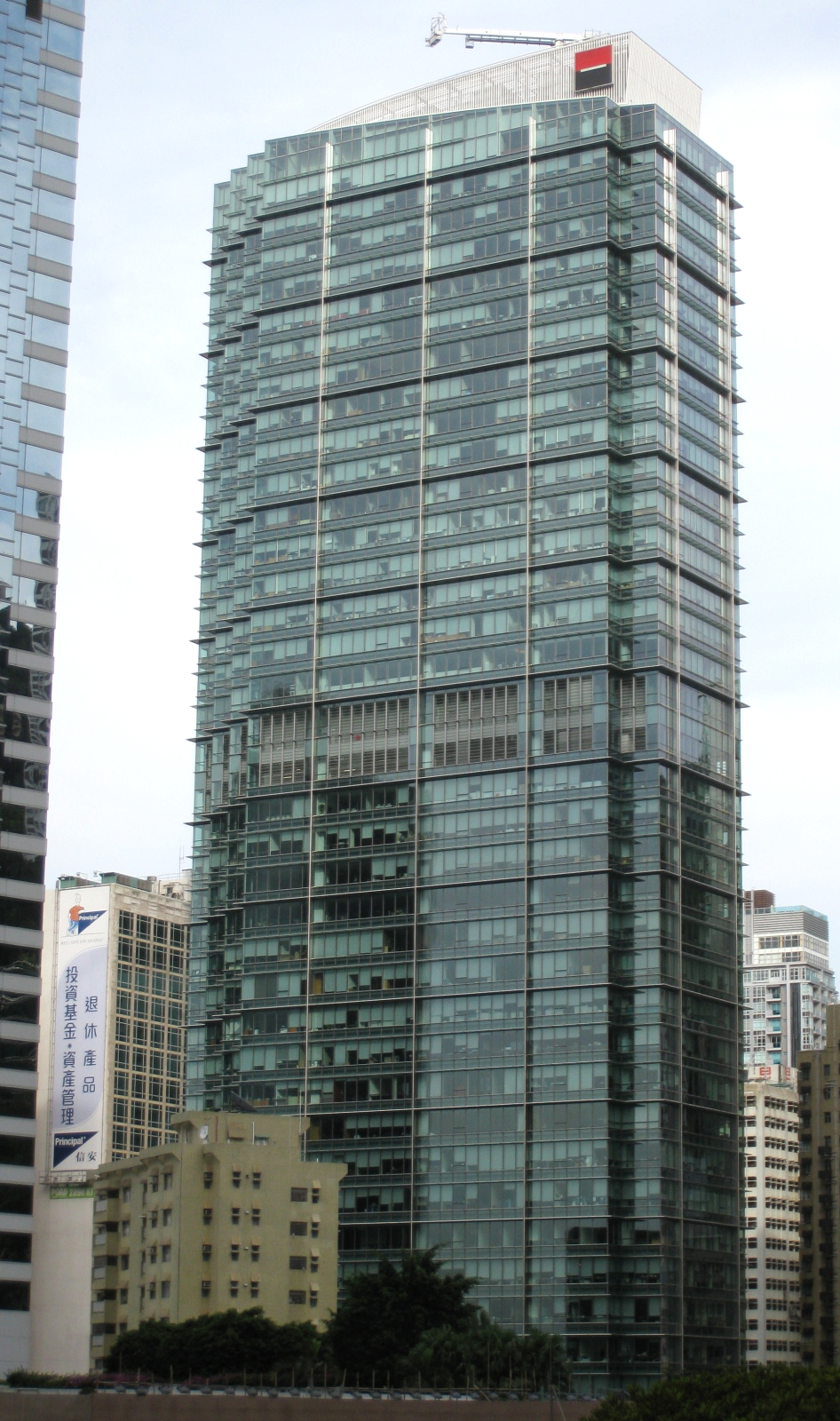
La sede di Hong Kong

Nel 1945 la Société générale fu nazionalizzata, come le altre grandi banques de dépôt. La banca approfitta della forte crescita del Dopoguerra per svilupparsi in Francia. Nello stesso tempo il gruppo continua l'espansione internazionale in Africa, in Italia, in Messico. A partire dal 1966 venne abolito l'obbligo di autorizzazione per l'apertura di nuovi sportelli e ciò favorì lo sviluppo della Société Générale in Francia.
Fra il 1966 e il 1967 una riforma della legge bancaria francese attenuò la separazione fra banques de dépôt e Banques d'affaire e creò un mercato ipotecario. Il gruppo SocGen approfittò della nuova legislazione, fondando delle società consociate specializzate, soprattutto nel leasing.
Nel corso degli anni Settanta e Ottanta la Banca si adeguò all'ingresso dell'informatica nel settore bancario, introdusse i bancomat e le carte di credito.
Nel 1987 la Société générale fu privatizzata, insieme ad altre due grandi banche, in virtù delle sue buone prestazioni. Inoltre nello stesso anno acquisisce il controllo di Fiditalia, società leader nel credito al consumo

### 1990 - 2016
Nel 1995 la Banca ha trasferito la propria sede nelle torri gemelle Chassagne e Alicante nel quartiere de La Défense a Parigi. Nel 1997 la SocGen ha assorbito il Crédit du Nord. Nel 1999 l'espansione si è sviluppata all'estero con l'acquisizione di banche in Romania, Bulgaria e Madagascar. La strategia di espansione internazionale è continuata nel 2001 in Europa centrale con l'acquisto della Komerční banka di Praga e la SKB Banka in Slovenia. Per fronteggiare la crisi del 2008 la Société générale ha ricevuto un prestito dallo Stato di 1,7 miliardi di euro. Ha successivamente ricevuto nel 2009 un altro finanziamento di simile importo. Alla fine dello stesso anno, peraltro, la Société générale ha rimborsato l'intero montante di questi prestiti, ovvero 3,4 miliardi di euro più interessi.
Già indebolita dalla crisi dei subprimes, la Société générale nel 2008 ha annunciato di essere rimasta vittima di una frode sul mercato dei contratti a termine messa in atto da uno dei suoi operatori sul mercato, Jérôme Kerviel. La liquidazione delle posizioni gestite da Kerviel ha generato 4,9 miliardi di perdite. Se si imputa a Jérôme Kerviel la responsabilità di tale perdita, si tratterebbe della più grossa truffa di tutti i tempi che sia stata messa in atto da un rogue trader, dipendente di un'istituzione finanziaria. Al termine dei vari gradi di giudizio, nel 2016, Jérôme Kerviel è stato riconosciuto unico colpevole dei fatti ed è stato condannato a cinque anni di carcere nonché al risarcimento dei danni alla Banca, quantificati in un "solo" milione di euro.

## Business Units
- Retail Banking & Servizi Finanziari Specializzati (Servizi Finanziari Privati e Societari)
- Corporate and Investment Banking (Euro capital markets, Derivatives, Structured Finance)
- Global Investment Management & Services (Asset Management, Private Banking, Internet banking, Securities Services)

## Société Générale in Italia

### Corporate and Investment Banking
- Lyxor Asset Management tramite i fondi indicizzati ETF Lyxor (www.etf.it)
- I derivati cartolarizzati: Covered Warrants (www.warrants.it) e Certificate (www.certificate.it)
- Il portale dei prodotti quotati sulla Borsa di Milano da SG (www.sgborsa.it)

### Global Investment Management & Services
- Société Générale Securities Services SpA (SGSS);

### Servizi finanziari specializzati
- Fiditalia - credito al consumo (www.fiditalia.it);
- tutta la divisione SG Equipment finance (https://web.archive.org/web/20080503062025/http://www.sgequipmentfinance.it/) composta da:
  - Franfinance vendor finance
  - SG Leasing
  - SG Factoring
  - Adria Leasing
  - Fraer Leasing
- CGL e SGB Italia - leasing nautico, settore nautico (www.cgmer.it e www.sgb-finance.it)
- ALD Automotive, settore car renting and fleet management (www.aldautomotive.com)